# 더 위쳐 2: 왕들의 암살자
《더 위처 2: 왕들의 암살자》(영어: The Witcher 2: Assassins of Kings, 폴란드어: Wiedźmin 2: Zabójcy królów)는 액션 롤플레잉 핵 앤 슬래시 게임이다. CD 프로젝트 RED에 의해 개발되어 아타리에 의해 2011년 배급되었다. 게임은 폴란드의 작가 안제이 사프코프스키의 판타지 소설 시리즈 《위처》를 원작으로 한다. 2011년 5월 17일 PC 버전으로, 2012년 4월 17일에는 엑스박스 360 버전으로 공개되었다. 3편인 《더 위처 3: 와일드 헌트》는 2015년 5월 18일 공개되었다.

## 평가
| 통합 점수      | 통합 점수                 |
| 통합사         | 점수                      |
| -------------- | ------------------------- |
| 메타크리틱     | (PC) 88/100 (X360) 88/100 |
| 평론 점수      |                           |
| 평론사         | 점수                      |
| 디스트럭토이드 | 6/10                      |
| 에지           | 6/10                      |
| 유로게이머     | 9/10                      |
| 게임 인포머    | 9.5/10                    |
| 게임 레볼루션  | [ 10 ]                    |
| 게임스팟       | 9/10                      |
| 게임스레이더+  | 10/10                     |
| 게임즈TM       | 8/10                      |
| 게임트레일러스 | 9.4/10                    |
| IGN            | 9/10                      |
| Joystiq        | [ 16 ]                    |

| 수상                  | 수상                  |
| 평론사                | 수상                  |
| --------------------- | --------------------- |
| European Games Awards | Best European Game    |
| Shacknews             | 2011 Game of the Year |